# Зактуй
Зактуй (рос. Зактуй) — село Тункинського району, Бурятії Росії. Входить до складу Сільського поселення Жемчуг.
Населення —  191 особа (2015 рік). 